# A Lenda de Ubirajara
A Lenda de Ubirajara é um filme brasileiro de 1975 dirigido por André Luiz Oliveira, livremente adaptado do romance Ubirajara, de José de Alencar.

## Prêmios e indicações
Festival de Brasília - 1975
- Vencedor do Troféu Candango - Melhor roteiro
- Indicado - Melhor filme

Associação Paulista dos Críticos de Arte - 1977
- Vencedor do Troféu APCA - Melhor edição